# Budapest Honvéd Football Club 2019-2020
Questa voce raccoglie le informazioni riguardanti la Budapest Honvéd nelle competizioni ufficiali della stagione 2019-2020.

## Stagione
La stagione vede la squadra di Kispest dopo essere arrivata in finale di Coppa d'Ungheria nell'anno passato, con la nuova dirigenza subentrata a stagione in corso, subire una rivoluzione puntando sulla qualità dei giocatori e dello staff volendosi affermare come una delle prime tre d'Ungheria e conquistare la coppa nazionale. La scelta del mister ricade ancora una volta su un italiano; nella fattispecie Giuseppe Sannino annunciato già il 28 maggio 2019, portando con sé l'intero staff tutto italiano, fatta eccezione per l'allenatore dei portieri il serbo Vlada Avramov con un passato decennale in Italia come calciatore. In estate sul fronte degli arrivi da segnalare Moutari Amadou, il nazionale albanese Naser Aliji, il portiere Rubi Levkovich, la punta Vladyslav Kulač in prestito dallo e fortemente voluto da mister Sannino l'italiano Federico Moretti, con i ritorni illustri di George Ikenne King, Krisztián Vadócz e soprattutto del bomber Davide Lanzafame ritornato a Kispest dopo una sola stagione ai rivali del Ferencváros. Sul fronte delle uscite le più degne di nota furono gli addii del portiere Dávid Gróf, e del bomber Danilo e dell'ultimo capocannoniere Filip Holender che lascia la Honvéd dopo dieci anni per accasarsi al Lugano. La squadra partì bene in Europa League, vincendo il 1º turno contro i lituani dello Žalgiris Vilnius e venendo eliminata al turno successivo ai calci di rigore dal CSU Craiova nella controversa partita giocata in Romania caratterizzata da incidenti e da un arbitraggio che ha lasciato molto a desiderare. In campionato l'avvio fu tutt'altro che positivo con la scelta obbligata di schierare tra i pali il giovane Attila Berla terzo portiere poco più che ventenne, causa infortunio dei primi due portieri già dall'Europa League, oltre che all'indisponibilità di molti elementi di spicco come Gazdag, Lanzafame e Mezghrani. Dopo la quarta sconfitta consecutiva nelle prime quattro giornate rescissero il contratto Federico Moretti dopo essere arrivato da poco più di un mese e l'ex Liverpool Zsolt Pölöskei che si ritirò per i continui guai fisici a soli 28 anni. Dopo la sosta delle nazionali con il rientro di molti infortunati e dell'arrivo del portiere Tomáš Tujvel le cose iniziarono a migliorare sempre di più con la squadra che visse un momento di imbattibilità durato per oltre due mesi e la scalata dall'ultimo posto fino alla terza posizione con l'apprezzamento di tifosi e addetti ai lavori. Nel mercato di riparazione ci furono addii pesanti con Änis Ben-Hatira, David N'Gog, Krisztián Vadócz e Vladyslav Kulač che lasciarono la squadra, venendo rimpiazzati dagli attaccanti Mayron George e Roland Ugrai nazionale costaricano il primo e ungherese il secondo, e con il ritorno dell'ex capitano Patrik Hidi. Il buon momento della squadra con molte vittorie e risultati utili con sole due sconfitte rimediate proseguì e durò fino al 27 febbraio 2020 quando Sannino e tutto il suo staff venne sospeso temporaneamente dalla carica di allenatore dell’Honved per via precauzionale, per il caso Coronavirus nonostante lui non abbia avuto sintomi, venendo sostituito nella fattispecie nella sola partita contro il Diosgyor dal tecnico della squadra riserve ed ex gloria del club István Pisont, nella quale perde con un netto 4-0 in casa. Successivamente ritorna al timone della squadra, ma Il 20 marzo seguente con l'aggravarsi del Covid-19 in Italia, decide di sollevarsi dall'incarico di allenatore dell’Honved consensualmente con la società ungherese, data la gravità della Pandemia e la volontà di tornare dalla famiglia. Lasciando la squadra al terzo posto in campionato e con le semifinali di Coppa d'Ungheria ancora da disputare. Come sostituto venne richiamato István Pisont. Nonostante la poca esperienza avuta con la prima squadra, lo porterà a vincere la Coppa d'Ungheria dopo aver battuto in finale 2-1 il Mezőkövesd-Zsóry alzando così il suo primo trofeo in carriera, e riportando la Coppa nazionale a Kispest dopo 11 anni arrivando invece in campionato al quinto posto.

## Maglie e sponsor
Il fornitore tecnico per la stagione 2019-2020 è Macron, al quinto anno di partnership con i rossoneri, lo sponsor principale è la società di scommesse sportive TiPPMIX, mentre quello secondario è la Volkswagen.
| Casa | Trasferta | Terza maglia |

### Rosa
Rosa aggiornata al 30 gennaio 2020.
| N. |                       | Ruolo | Calciatore             |
| -- | --------------------- | ----- | ---------------------- |
| 1  | Israele (bandiera)    | P     | Robi Levkovich         |
| 2  | Belgio (bandiera)     | D     | Mohamed Mezghrani      |
| 3  | Nigeria (bandiera)    | D     | Eke Uzoma              |
| 4  | Ungheria (bandiera)   | D     | Dávid Kálnoki-Kis      |
| 6  | Ungheria (bandiera)   | C     | Dániel Gazdag          |
| 7  | Ungheria (bandiera)   | D     | Bence Batik            |
| 8  | Ungheria (bandiera)   | C     | Patrik Hidi (capitano) |
| 11 | Costa Rica (bandiera) | A     | Mayron George          |
| 18 | Ungheria (bandiera)   | P     | András Horváth         |
| 19 | Ungheria (bandiera)   | C     | Roland Ugrai           |
| 20 | Ungheria (bandiera)   | A     | Dominik Cipf           |
| 23 | Ungheria (bandiera)   | C     | Bence Banó-Szabó       |

| N. |                                 | Ruolo | Calciatore                   |
| -- | ------------------------------- | ----- | ---------------------------- |
| 24 | Bosnia ed Erzegovina (bandiera) | C     | Đorđe Kamber (vice capitano) |
| 25 | Croazia (bandiera)              | D     | Ivan Lovrić                  |
| 26 | Camerun (bandiera)              | D     | Niba MacDonald               |
| 30 | Albania (bandiera)              | D     | Naser Aliji                  |
| 31 | Ungheria (bandiera)             | C     | Barna Kesztyűs               |
| 33 | Croazia (bandiera)              | C     | Tonći Kukoč                  |
| 40 | Niger (bandiera)                | A     | Moutari Amadou               |
| 55 | Ungheria (bandiera)             | C     | Norbert Szendrei             |
| 66 | Ungheria (bandiera)             | P     | Attila Berla                 |
| 77 | Ungheria (bandiera)             | C     | Gergő Nagy                   |
| 83 | Ungheria (bandiera)             | P     | Tomáš Tujvel                 |
| 88 | Nigeria (bandiera)              | D     | George Ikenne                |